# متلازمة رابونزل

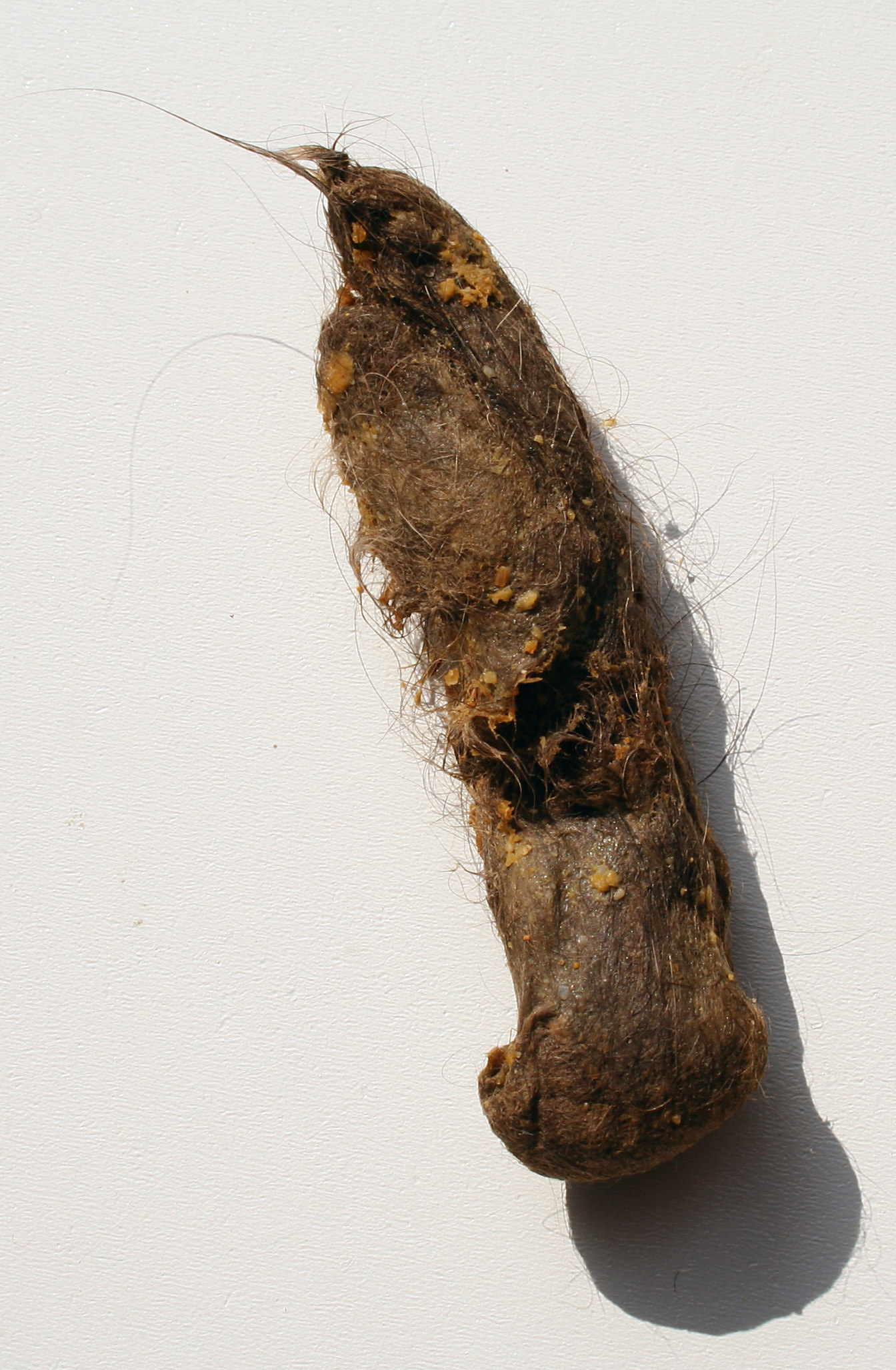

متلازمة رابونزيل، هي حالة نادرة في الأمعاء تحدث عند الأشخاص الذين يأكلون الشعر (هوس أكل الشعر). سميت هذه المتلازمة على اسم الفتاة رابونزل صاحبة الشعر الطويل والتي ذكرت في قصص الأخوين غريم. ترتبط الظاهرة أحياناً مع اضطراب نتف الشعر (هوس نتف الشعر).

## الأعراض
تتضمن الأعراض ما يلي:
- وجود أجسام شعرية (كرات شعر) في المعدة ولها ذيول شعرية، ومن هنا استخدم اسم رابونزل في وصف المتلازمة، وفي جهاز الهضم والأمعاء الغليظة.
- تعطل في الأمعاء الدقيقة أو الغليظة
- تحدث لدى المرضى النفسيين
- هوس نتف الشعر

## العلاج
لأن جهاز الهضم غير قادر على هضم شعر الإنسان، فإن وجود هذا المرض يستلزم التدخل الجراحي. عادة ما يتطلب المرضى تقييماً وعلاجاً نفسياً بسبب الاضطرابات وعدم السيطرة على حالة نتف الشعر التي يعانون منها.

## مطالعة إضافية
- Duncan ND, Aitken R, Venugopal S, West W, Carpenter R (يونيو 1994). "The Rapunzel syndrome. Report of a case and review of the literature". West Indian Med J. ج. 43 ع. 2: 63–5. PMID:7941500.{{استشهاد بدورية محكمة}}:  صيانة الاستشهاد: أسماء متعددة: قائمة المؤلفين (link)
- Levy RM, Komanduri S (نوفمبر 2007). "Images in clinical medicine. Trichobezoar". N. Engl. J. Med. ج. 357 ع. 21: e23. DOI:10.1056/NEJMicm067796. PMID:18032760. مؤرشف من الأصل في 2019-06-09. {{استشهاد بدورية محكمة}}: الوسيط غير المعروف |laysummary= تم تجاهله (مساعدة)
- Matejů E, Duchanová S, Kovac P, Moravanský N, Spitz DJ (سبتمبر 2009). "Fatal case of Rapunzel syndrome in neglected child". Forensic Sci. Int. ج. 190 ع. 1–3: e5–7. DOI:10.1016/j.forsciint.2009.05.008. PMID:19505779.{{استشهاد بدورية محكمة}}:  صيانة الاستشهاد: أسماء متعددة: قائمة المؤلفين (link)
- Pul N, Pul M (1996). "The Rapunzel syndrome (trichobezoar) causing gastric perforation in a child: a case report". Eur. J. Pediatr. ج. 155 ع. 1: 18–9. DOI:10.1007/bf02115620. PMID:8750804.